# Agua Blanca de Iturbide
Agua Blanca de Iturbide là một đô thị thuộc bang Hidalgo, México. Năm 2005, dân số của đô thị này là 8443 người.